# Vidita Vaidya
Vidita Vaidya es una neurocientífica india y profesora en el Tata Institute of Fundamental Research en Mumbai. Sus principales áreas de investigación son la neurociencia y la psiquiatría molecular.

## Primeros años de vida
Los padres de Vaidya , Rama y Ashok Vaidya son científicos clínicos, y su tío,  Akhil Vaidya (un parasitólogo de la malaria), fueron una gran motivación para que ella siguiera una carrera en investigación, con un enfoque en neurociencia. Su padre es farmacólogo clínico y su madre es endocrinóloga. También se vio influenciada por lecturas sobre la vida y obra de las primatólogas Dian Fossey y Jane Goodall, durante su adolescencia.

## Educación
Vaidya recibió su título universitario de St. Xavier's College, Mumbai en Ciencias de la vida y Bioquímica. Obtuvo su doctorado en Neurociencia en la Universidad de Yale con el profesor Ronald Duman, cuya tutoría dio forma a su carrera como investigadora. Su trabajo postdoctoral lo realizó en el Instituto Karolinska en Suecia con el profesor Ernest Arenas y en la Universidad de Oxford en Reino Unido con el profesor David Grahame-Smith.

## Carrera
Se incorporó al Departamento de Ciencias Biológicas, TIFR a la edad de 29 años, en marzo de 2000, como investigadora principal. Ha sido investigadora principal de Wellcome Trust Overseas en el extranjero y asociada de la Academia de Ciencias de la India entre 2000 y 2005. Vaidya estudia los neurocircuitos que regulan las emociones y cómo estos mecanismos están influenciados por las experiencias de vida y los antidepresivos. También investiga cómo los cambios en los circuitos cerebrales forman la base de los trastornos psiquiátricos como la depresión y cómo las experiencias tempranas de la vida contribuyen a las alteraciones persistentes en el comportamiento. Una de las áreas de enfoque de su grupo de investigación es el papel del receptor de serotonina 2A como objetivo de los psicodélicos serotoninérgicos que ejercen efectos poderosos en el comportamiento relacionado con el estado de ánimo y también en cómo contribuye a dar forma a las consecuencias duraderas de la adversidad temprana. Recibió el Premio Nacional de Biocientíficos en 2012, el prestigioso Premio Shanti Swarup Bhatnagar en 2015 en la categoría de ciencias médicas y es miembro de la Academia Nacional de Ciencias de la India, la Academia Nacional de Ciencias de la India y la Academia de Ciencias de la India . Recibió la beca JC Bose de SERB, Govt. de India en 2021 y el Premio Infosys en Ciencias de la Vida en 2022.
La investigación de Vaidya también se ha centrado en el papel de la serotonina en la configuración de los circuitos neuronales de la emoción durante los períodos críticos del desarrollo posnatal y en el mecanismo de acción de los tratamientos antidepresivos de acción rápida. Su trabajo de laboratorio se lleva a cabo en ratas y ratones de laboratorio. El campo de interés particular de Vidita radica en comprender cómo los individuos desarrollan vulnerabilidad o resiliencia a la psicopatología asociada al estrés.
En enero de 2020, Vidita se unió al consejo editorial de The European Journal of Neuroscience (EJN) como parte de un panel de cuatro nuevos editores sénior. EJN es la revista oficial de la Federación de Sociedades Europeas de Neurociencia (FENS).

## Presencia en libros y videos
Vidita ha aparecido en Lilavathi's Daughters, una compilación de ensayos biográficos sobre científicas indias, y en el blog "La vida en la ciencia". En 2015, dio una charla TEDx en St. Xavier's College, Mumbai, en la que habló sobre cómo el estrés puede cambiar nuestra estructura neurológica. También ha aparecido en TIFR "Chai and Why".

## Premios
Su trabajo le ha valido el Premio Shanti Swarup Bhatnagar 2015 de Ciencia y Tecnología para Ciencias Médicas. También recibió el Premio Nacional de Biociencia para el Desarrollo Profesional en 2012. Recibió el Nature Award for Mentorship in Science, 2019, en la categoría de mitad de carrera. Recibió el Premio Infosys en Ciencias de la Vida en 2022 por sus contribuciones fundamentales a la comprensión de los mecanismos cerebrales que subyacen a los trastornos del estado de ánimo como la ansiedad y la depresión, incluidas las señales involucradas por el neurotransmisor serotonina para causar cambios persistentes en el comportamiento inducidos por el estrés de la vida temprana y el papel de la serotonina en la regulación de la energía en las células cerebrales.

## Publicaciones
Su sitio en TIFR alberga una lista completa de sus publicaciones.

## Vida personal
La carrera de investigación de Vaidya fue apoyada por su difunto esposo, Ajit Mahadevan, quien trabajó en el área de inversión de impacto. Tienen una hija, Alina Vaidya Mahadevan. En su tiempo libre, a Vaidya le gusta viajar, leer y bailar.